# Otto Groß
Pour les articles homonymes, voir Groß.
Otto Groß (né le 12 janvier 1890 à Karlsruhe et mort le 16 octobre 1964 dans cette même ville) est un nageur allemand champion d'Allemagne du 100 mètres dos en 1909 et 1910. Malgré une blessure à l'épaule, il se classe 5e au 100 mètres dos masculin aux Jeux olympiques de 1912 avec un temps de 1 min 25 s 8,.